# ロラン・グセフ
ロラン・アレクサーンドロヴィチ・グセフ（ロシア語: Ролан Александрович Гусев, 1977年9月17日 - ）は、現トルクメニスタン、アシガバート出身の元サッカー選手。現役時代のポジションはミッドフィールダー。

## 経歴

### クラブ

アルセナル・キエフでのグセフ

1977年、現トルクメニスタンの首都アシガバードにて生まれた。9歳の時に現ロシアの首都モスクワへ移住。1987年にプロサッカークラブのFCディナモ・モスクワに入団。1997年にディナモでプロとしてのキャリアを始め、2001年まで在籍をした。2002年にモスクワを本拠地とするライバルチームのPFC CSKAモスクワへ移籍をして移籍1年目に15得点を挙げチームメートであったドミートリー・キリチェンコと共にロシア・プレミアリーグ得点王を獲得した。その後CSKAでは数々の賞を獲得したが、2006年頃からベンチを暖める日々が続き、2007年11月28日にウクライナのFCドニプロへ移籍。ロシアでは270試合出場の55ゴールを挙げた。初の海外移籍となったドニプロでは出場機会には恵まれず、2009年FCアルセナル・キエフへレンタル移籍をした。2010年12月にはアルセナル・キエフへ完全移籍を果たすも翌年に契約更新はされなかったためクラブを退団。そしてサッカー選手としてのキャリアを終えた。

### 代表
ロシア代表として1998-1999の期間にオリンピックチームに招集され10試合に出場を果たしている。2000年5月31日、親善試合のスロバキア戦でA代表デビューを飾った。2003年2月13日に行われたルーマニア代表との親善試合で代表初ゴールをマークした。2000年にデビューを飾って以来コンスタントに招集され出場していたグセフであったが、2002 FIFAワールドカップでは選考から外れた。一説にはオレグ・ロマンツェフが率いていたFCスパルタク・モスクワに移籍しなかった事が原因ともされている。UEFA EURO 2004では晴れてロシア代表に選出され出場した。2005年10月8日のルクセンブルク代表との親善試合がロシア代表としての最後の試合であった。

## 所属クラブ
- FCディナモ・モスクワ 1997-2001
- PFC CSKAモスクワ 2002-2007
- FCドニプロ 2007-2010

→ FCアルセナル・キエフ 2009-2010 (loan)
- FCアルセナル・キエフ 2011

## タイトル

### クラブ
- PFC CSKAモスクワ
  - ロシア・プレミアリーグ：3 (2003, 2005, 2006)
  - ロシア・カップ：4 (2001/2002, 2004/2005, 2005/2006, 2007/2008)
  - ロシア・スーパーカップ：2 (2004, 2006)
  - UEFAカップ：1 (2004/2005)

### 個人
- ロシア・プレミアリーグ得点王：1 (2002)